# Chaos quantique
Le terme « chaos quantique » désigne un champ de recherches ouvert dans les années 1970 qui est issu des succès de la théorie du chaos en dynamique hamiltonienne classique ; il tente essentiellement de répondre à la question :
| Quel est le comportement en mécanique quantique d'un système classiquement chaotique ? |

## Présentation
La notion de chaos renvoie à un concept qui remonte à l'Antiquité, dans la perspective d'une explication du monde reposant sur le principe de l'harmonie et du cosmos. Le terme est employé ici dans le sens d'une sensibilité extrême aux conditions initiales comme pour la théorie du chaos classique.

## Résultats principaux
Les recherches ont montré que :
- il n'existe pas de « chaos quantique » au sens strict du terme, c'est-à-dire qu'il n'existe pas de divergence exponentielle des états quantiques au cours du temps dans l'espace de Hilbert qui serait l'analogue de la divergence exponentielle des orbites dans l'espace des phases classique. Cette absence de « sensibilité aux conditions initiales » en mécanique quantique est lié au fait que l'équation de Schrödinger est une équation linéaire ; c'est pourquoi Michael Berry a suggéré d'utiliser l'expression « chaologie quantique » à la place de « chaos quantique » ;
- cependant, les systèmes physiques classiquement chaotiques présentent certaines propriétés quantiques clairement distinctes de celles des systèmes classiquement intégrables : il existe en quelque sorte des « signatures » quantiques du chaos classique sous-jacent.

### Imprévisibilité
Même s'il ne s'agit pas de comportement chaotique, la mécanique quantique introduit une imprécision intrinsèque avec le principe d'incertitude et les fluctuations quantiques. De plus, le phénomène de décoherence est aléatoire. Les mesures sur les systèmes quantiques sont donc imprévisibles, ce qui rend les systèmes macroscopiques imprévisibles sur le long terme.
D'autre part, la décoherence rend les systèmes non linéaires par l'effondrement de la fonction d'onde, permettant l'émergence des phénomènes classiques et notamment de la sensibilité aux conditions initiales. Les mesures sur les systèmes quantiques peuvent donc être chaotiques, c'est-à-dire imprévisibles comme dans le cas classique du fait de la précision limitée des mesures, des calculs et de l'isolation des systèmes.

## Signatures quantiques du chaos classique

### Orbites périodiques et spectre d'énergie
En utilisant la formulation de Richard Feynman en intégrale de chemin de la mécanique quantique, Martin Gutzwiller a démontré en 1971 une relation intégrale liant à la limite semi-classique le spectre d'énergie quantique d'un système physique aux orbites périodiques classiques de ce même système. Cette relation est aujourd'hui appelée formule des traces de Gutzwiller. Or, les orbites périodiques ont des propriétés très différentes selon que la dynamique hamiltonienne classique est intégrable ou chaotique.
Il est intéressant de remarquer qu'il existe un système physique pour lequel la formule des traces approchée de Gutzwiller est en fait exacte : c'est le flot géodésique sur une surface compacte à courbure négative constante. Une telle surface peut se représenter comme l'espace quotient du demi-plan de Poincaré par un sous-groupe discret du groupe PSL(2,ℝ) des isométries. Cette formule exacte a été établie en 1956 par le mathématicien Atle Selberg (indépendamment de la physique et des intégrales de chemin), et est aujourd'hui appelée formule des traces de Selberg en son honneur.

### Propriétés statistiques du spectre d'énergie
Les propriétés statistiques du spectre d'énergie d'un système physique classiquement chaotique sont très différentes de celle d'un système intégrable. Oriol Bohigas, Marie-Joya Giannoni et Charles Schmidt (Institut de physique nucléaire, Orsay) ont conjecturé que les propriétés des fluctuations statistiques du spectre d'énergie d'un système physique classiquement chaotique sont universelles (une fois normalisées), et bien décrites par un ensemble de matrices aléatoires qui ne dépend que des symétries du système.

### Articles liés
- Demi-plan de Poincaré
- Fonction zêta de Riemann
- Formule des traces de Selberg
- Formule des traces de Gutzwiller
- Matrices aléatoires
- Géométrie hyperbolique
- Théorie du chaos
- Théorie des systèmes dynamiques
- Chaos (cosmogonie)

#### Généralités
- (en) Martin C. Gutzwiller, Quantum Chaos, Scientific American (January 1992).
- (en) Marie-Joya Giannoni, André Voros et Jean Zinn-Justin (éditeurs), Chaos and quantum physics, proceedings de l'École d'Été de Physique Théorique des Houches, Session 52 (1989), North-Holland (1991)  (ISBN 0-444-89277-X).
- (en) Martin C. Gutzwiller, Chaos in classical and quantum mechanics, Interdisciplinary Applied Mathematics 1, Springer-Verlag (1990)  (ISBN 0-387-97173-4).
- (en) Michael V. Berry, Quantum chaology (Bakerian Lecture (en)), Proceedings of the Royal Society A 413 (1987), 183-198 [texte intégral][PDF].
- (en) Michael V. Berry, Quantum chaology, not quantum chaos, Physica Scripta 40 (1989) 335-336 [texte intégral][PDF].
- (en)  Michael V. Berry, Chaology : the emerging science of unpredictability, Proceedings of the Royal Institution of Great Britain, 61 (1990) 189-204 [texte intégral][PDF].

#### Formule des traces de Gutzwiller
- (en) Martin Lubcke, Gutzwiller trace formula and applications (Juin 2001) [texte intégral][PDF].

#### Optique atomique
- (en) Farhan Saif, Classical and quantum chaos in atom optics, Physics Reports 419 (2005) 207 et Physics Reports 425 (2006) 369. « quant-ph/0604066 », texte en accès libre, sur arXiv.